# Meisberg nördlich Mauel
Koordinaten: 50° 34′ 24″ N, 6° 30′ 49″ O
Das Naturschutzgebiet Meisberg nördlich Mauel liegt auf dem Gebiet der Stadt Schleiden im Kreis Euskirchen in Nordrhein-Westfalen.
Das aus zwei Teilflächen bestehende Gebiet erstreckt sich nordöstlich der Kernstadt Schleiden, östlich des Schleidener Stadtteils Gemünd und nördlich von Mauel, einem Ort im Stadtteil Gemünd. Westlich des Gebietes verläuft die B 265 und südlich und am südlichen Rand der östlichen Teilfläche die B 266. Südlich – auch auf Schleidener Stadtgebiet – erstreckt sich das 74,0 ha große Naturschutzgebiet Hänge und Seitentäler des Oleftals zwischen Gemünd und Schleiden.

## Bedeutung
Das etwa 53,5 ha große Gebiet wurde im Jahr 1994 unter der Schlüsselnummer EU-042 unter Naturschutz gestellt.